# Bracon partizan
Bracon partizan är en stekelart som beskrevs av Vladimir Ivanovich Tobias 2000. Bracon partizan ingår i släktet Bracon och familjen bracksteklar. Inga underarter finns listade.